# Мужская сборная Аргентины по баскетболу

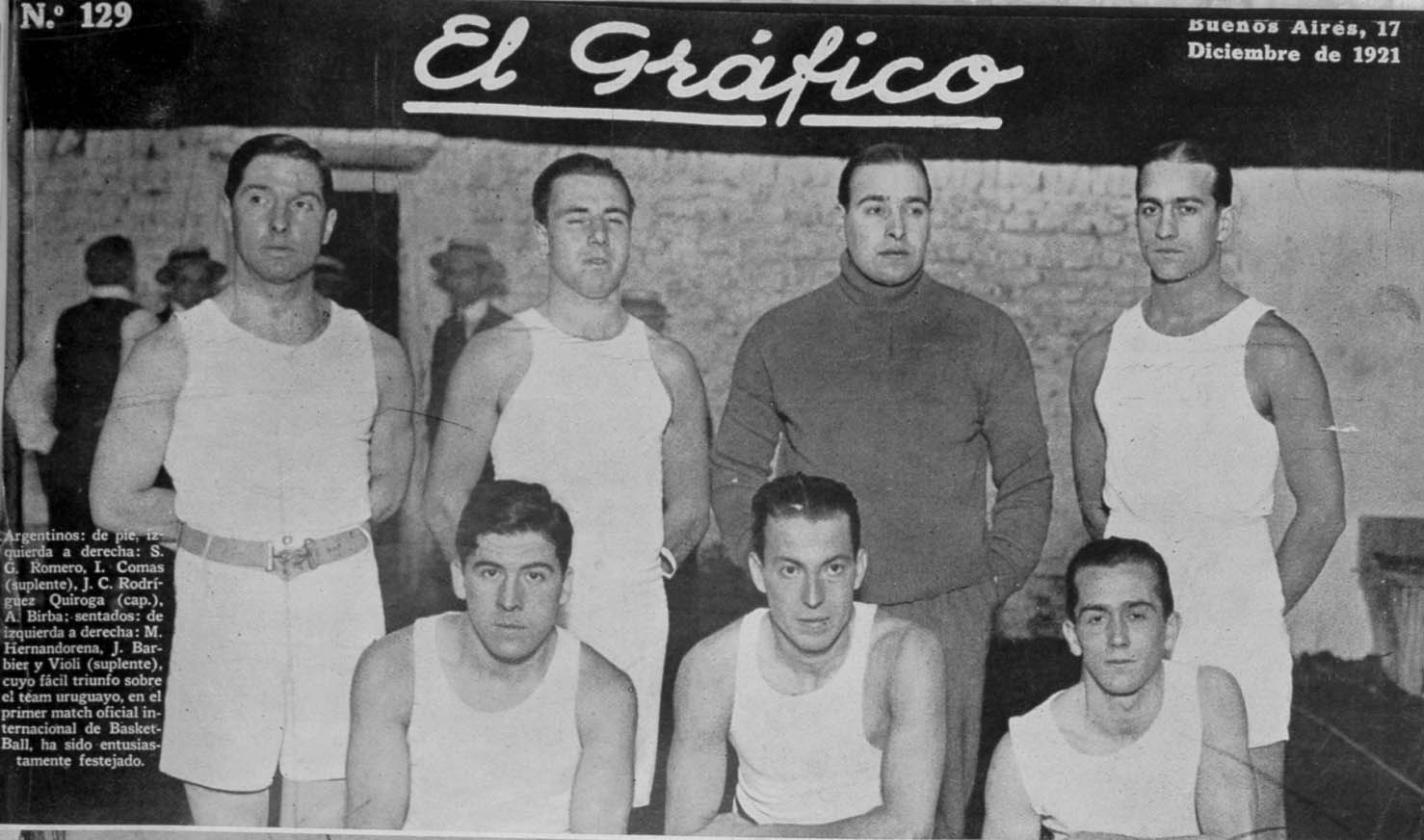
Аргентина, 1921

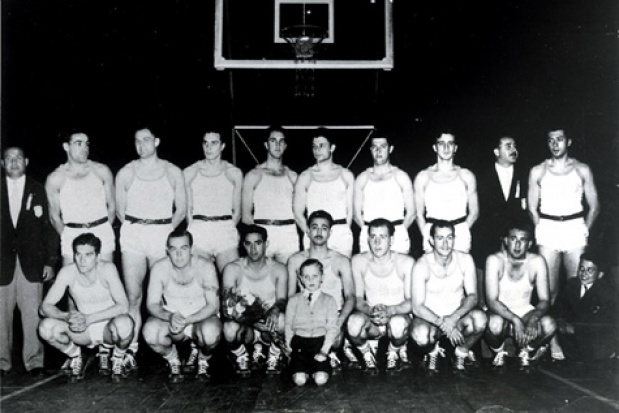
Аргентина, 1950

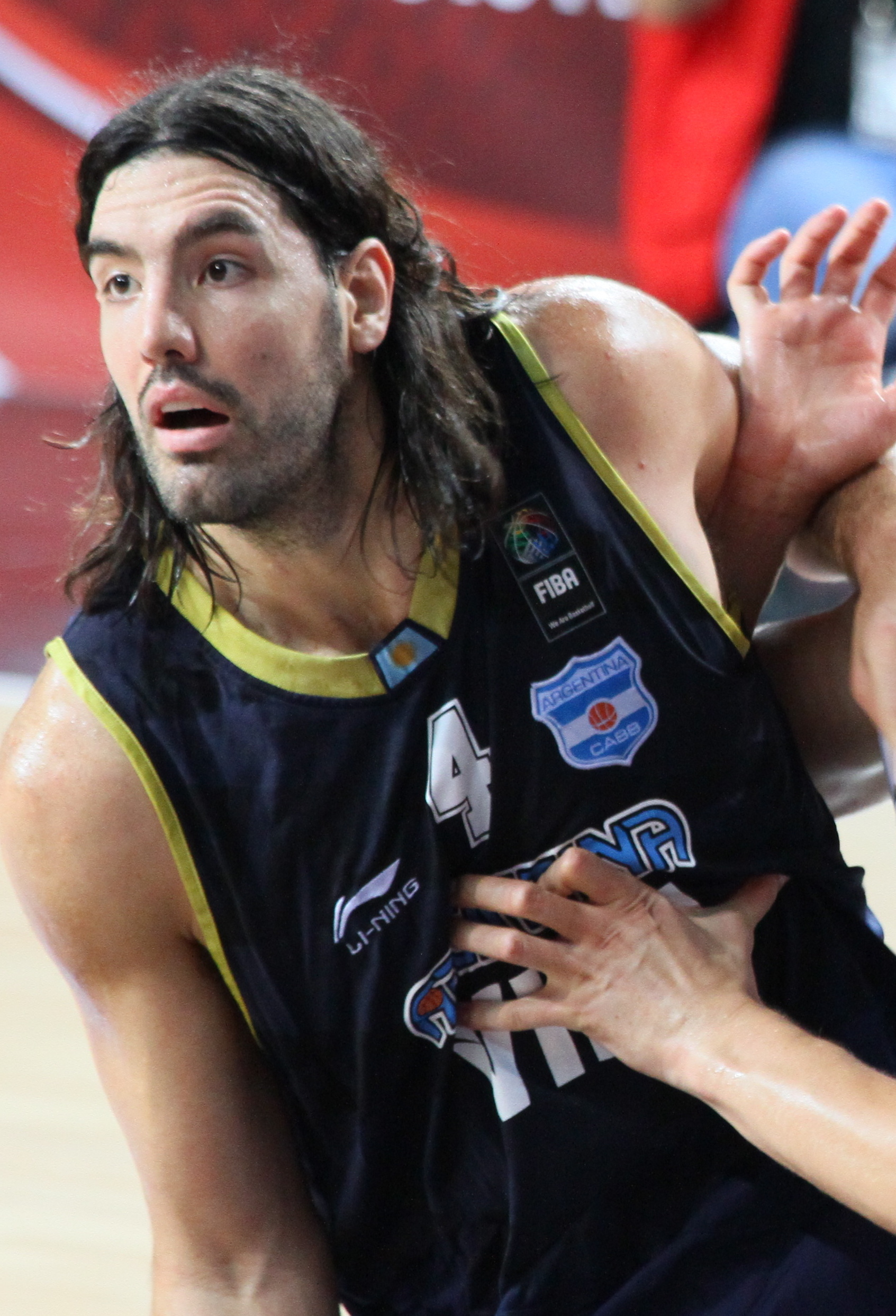
Луис Скола

Мужская сборная Аргентины по баскетболу — национальная баскетбольная команда, представляющая Аргентину на международной баскетбольной арене. Управляющим органом сборной выступает Федерация баскетбола Аргентины.
Сборная Аргентины в 1950 году выиграла первый в истории чемпионат мира по баскетболу. Команда также выигрывала летние Олимпийские игры 2004 года и ФИБА Даймонд Болл в 2008 году.
Сборная Аргентины является единственной командой в Америке которая выиграла 5 турниров, проводимых по эгидой ФИБА: чемпионат мира, Олимпийские игры, ФИБА Даймонд Болл, чемпионат Америки и Панамериканские игры.

## Олимпийские игры
| Год  | Позиция | Турнир                                     | Место проведения |
| ---- | ------- | ------------------------------------------ | ---------------- |
| 1948 | 15      | Баскетбол на летних Олимпийских играх 1948 | Великобритания   |
| 1952 | 4       | Баскетбол на летних Олимпийских играх 1952 | Финляндия        |
| 1996 | 9       | Баскетбол на летних Олимпийских играх 1996 | США              |
| 2004 | 1       | Баскетбол на летних Олимпийских играх 2004 | Греция           |
| 2008 | 3       | Баскетбол на летних Олимпийских играх 2008 | Китай            |
| 2012 | 4       | Баскетбол на летних Олимпийских играх 2012 | Великобритания   |
| 2016 | 8       | Баскетбол на летних Олимпийских играх 2016 | Бразилия         |
| 2020 | 8       | Баскетбол на летних Олимпийских играх 2020 | Япония           |

## Чемпионаты мира
| - 1950: 1-е место - 1954: не участвовала - 1959: 10-е место - 1963: 8-е место - 1967: 6-е место - 1970: не участвовала - 1974: 11-е место - 1978: не участвовала - 1982: не участвовала - 1986: 12-е место | - 1990: 8-е место - 1994: 9-е место - 1998: 8-е место - 2002: 2-е место - 2006: 4-е место - 2010: 5-е место - 2014: 11-е место - 2019: 2-е место - 2023: не квалифицировалась |

## Чемпионаты Америки
| - 1980: - 1993: - 1995: - 1999: - 2001: | - 2003: - 2005: - 2007: - 2009: - 2011: | - 2013: - 2015: - 2017: - 2022: |

## Состав
Предварительный состав из 15 игроков был объявлен 4 июня 2021. Окончательный состав был опубликован 18 июля 2021. Возраст игроков приведён по состоянию на 25 июля 2021.
| Перейти к шаблону «Состав сборной Аргентины по баскетболу» | Состав сборной Аргентины по баскетболу |  |

| Поз. | №  | Имя                  | Дата рождения (возраст)   | Рост   | Клуб                 |
| ---- | -- | -------------------- | ------------------------- | ------ | -------------------- |
| ТФ   | 4  | Луис Скола           | 30 апреля 1980 (41 год)   | 204 см | Варезе               |
| РЗ   | 7  | Факундо Кампаццо     | 23 марта 1991 (30 лет)    | 179 см | Денвер Наггетс       |
| РЗ   | 8  | Николас Лапровиттола | 31 января 1990 (31 год)   | 194 см | Реал Мадрид          |
| ЛФ   | 9  | Николас Бруссино     | 2 марта 1993 (28 лет)     | 200 см | Сарагоса             |
| АЗ   | 10 | Леандро Больмаро     | 11 сентября 2000 (20 лет) | 200 см | Барселона            |
| Ц    | 11 | Франсиско Каффаро    | 19 мая 2000 (21 год)      | 207 см | Виргиния Кавальерс   |
| Ц    | 12 | Маркос Делия         | 8 апреля 1992 (29 лет)    | 206 см | Триест               |
| ЛФ   | 14 | Габриэль Дек         | 8 февраля 1995 (26 лет)   | 202 см | Оклахома-Сити Тандер |
| РЗ   | 17 | Лука Вильдоса        | 11 августа 1995 (25 лет)  | 191 см | Нью-Йорк Никс        |
| ЛФ   | 22 | Хуан Пабло Ваулет    | 22 марта 1996 (25 лет)    | 198 см | Манреса              |
| ЛФ   | 29 | Патрисио Гарино      | 17 мая 1993 (28 лет)      | 196 см | Жальгирис            |
| Ц    | 83 | Таявек Галлицци      | 8 февраля 1993 (28 лет)   | 205 см | Регатас              |